# Thalheim bei Wels
Thalheim bei Wels is a town in the Wels-Land district, Upper Austria, Áo. Đô thị Thalheim bei Wels có diện tích 16 km², dân số thời điểm năm 2006 là 5332 người. Phân chia hành chính:
- Bergerndorf
- Edtholz
- Ottstorf
- Schauersberg
- Thalheim bei Wels
- Unterschauersberg

Bản mẫu:Đô thị của Bezirk Wels-Land